# Richard Bruno Heydrich
Richard Bruno Heydrich (Leuben, Saxònia, 23 de febrer de 1865 - Halle (Saxònia-Anhalt), 24 d'agost de 1938) fou un cantant (tenor) i compositor musical alemany. Era el pare del criminal de guerra del III Reich, Reinhard Heydrich anomenat Carnisser de Praga, la Bèstia Rossa i El Botxí.
Estudià en el Conservatori de Dresden, i després es dedicà especialment al cant, tenint, successivament, per professors, Gustav Scharfe, Julius Hey, Hans von Milde, Schulz-Dornburg i d'altres. Acabats els seus estudis, actuà com a contrabaix en la reial orquestra de Dresden i en la del ducat de Meiningen sota la direcció de Hans von Bülow. Contractat com a tenor en el Hauptheater de Weimar, després cantà en els teatres de Colònia, Frankfurt, Brunsvic, Aquisgrà, Halle, etc.
Va compondre un gran nombre de cants, obres corals i d'orquestra i instrumentació, i les òperes Amen, Frieden, Zufall i Lierkind. Durant la primera guerra mundial va compondre, entre altres obres de caràcter patriòtic i religiós: Agnus Dei, per a 4 veus femenines. Es va distingir en les òperes Tristany, Sigfrid i altres, de Wagner, també va representar els principals papers de les seves pròpies òperes.